# The Base
The Base (с англ. — «Основа») — неонацистская военизированная группировка белых сепаратистов. Действует, в частности, в США, Канаде, Австралии и Южной Африке. Выступает за формирование отдельных государств для белых. Действует при помощи терроризма и попыток насильственного свержения существующих правительств. Действует под видом движения «выживальщиков»; организует «лагеря ненависти».
Была создана в июне 2018 года гражданином США Ринальдо Наззаро, также известного под псевдонимами «Нормандское Копьё» (Norman Spear) и «Римский Волк» (Roman Wolf). В 2018 году, имея российское гражданство, Наззаро со своей женой,также гражданкой России, переехал из Нью-Йорка в Санкт-Петербург где продолжает руководить работой организации.
ФБР описывает The Base как «расово мотивированную военизированную экстремистскую группу», которая «стремится свергнуть правительство США, спровоцировать расовую войну и основать государство для белой расы».

## Известные участники

### Ринальдо Наззаро
Американец итальянского происхождения — Ринальдо Наззаро, значился владельцем компании по оказанию охранных услуг Omega Solutions International LLC. Сторонник движения «превосходства белых» и член «Северо-Западного территориального императива», который распространяет идею по созданию отдельного «государства белых» в северо-западных штатах США. Женат на российской гражданке. C 2018 года проживает в Санкт-Петербурге (Россия), и оттуда продолжает пропагандировать свою идеологию, в частности через российские интернет-площадки. 
По данным «Фонтанки», не позднее 2017 года Наззаро подал документы на получение российского гражданства в упрощённом порядке в консульском учреждении США. Через российское представительство Наззаро, супруга и дети получили новые заграничные паспорта. Переехав в Санкт-Петербург, семья проживала на съемной квартире, а в 2019 году переехала в «Дом у ратуши» в Дегтярном переулке.
Позже Наззаро для скрытности стал называть организацию The Base как клуб «выживальщиков».

### Ричард Тобин
В сентябре 2019 года члены группы совершили нападения на синагоги в Расине, штат Висконсин и Хэнкоке, штат Мичиган . Согласно результатам расследования, организатором нападений стал некий Ричард Тобин; непосредственное нападение совершили другие члены группы по его заданию. Тобин назвал эти действия «Операция Хрустальная ночь».

### Патрик Мэтьюз
16 августа 2019 года из вооруженных сил Канады был уволен капрал Патрик Мэтьюз (он же Dave Arctorum или coincidence detector). Мэтьюз пытался организовать ячейку The Base и Atomwaffen в Манитобе.
Его также обвинили в установке плакатов для запугивания местных антифашистов. Плакаты с надписью «Спасай свою расу, вступай в Базу» (англ. Save your Race, Join The Base) начали появляться в Манитобе в июле 2019 года. Местные журналисты обнаружили, что Мэтьюз проходил подготовку в тренировочном лагере в Джорджии (США). 19 августа сотрудники канадской полиции обыскали его дом в Манитобе и конфисковали оружие. 24 августа он скрылся и был уволен из армии. Автомобиль Мэтьюза был найден недалеко от границы в Пайни, Манитоба; предполагалось, что после этого он незаконно въехал в Соединенные Штаты. Возможно, Мэтьюзу помогала ячейка Базы в Миннесоте. В январе 2020 года Мэтьюз и его сообщники Брайан М. Лемли и Уильям Билбро были арестованы ФБР в Мэриленде. Их обвиняют в изготовлении штурмовых винтовок и ДМТ. Им грозит максимальный срок в 10 лет за преступления с применением огнестрельного оружия, включая перевозку пулемёта.